# 다테이시역
다테이시역(일본어: 立石駅)은 일본 오이타현 기쓰키시에 위치한 규슈 여객철도 소속 철도역이며, 닛포 본선의 정차역이다. 당역인 다테이시 역부터 나카야마가역까지는 닛포 본선의 단선 구간이다.

## 역 구조
니시야시키역으로부터 나뉜 상하선의 합류 지점에 존재한다. 지형과 역 구내의 선형의 관계로 상하의 플랫폼 위치가 약간 떨어져 있다.
역 앞에는 비교적 큰 취락이 있는 것에 가세해 역의 서쪽에는 증기기관차의 전성기, 험한 고개인 다테이시 고개가 있으며, 보조 기관차의 연결을 실시하고 있었기 때문에, 이전에는 주요 역에 자리 매김되어 준급 열차가 정차해, 섬식 승강장 2면 4선의 큰 설비를 가지고 있었지만, 현재는 2선이 철거되어 상대식 홈 2면 2선의 지상역이 되고 있다.
현재의 역사는 1965년에 지어진 철골 콘크리트 구조로, 역 구내에는 현지의 보육원 · 초등학생들에 의해서 만들어진 작품이 많이 장식되어 있다. 대합실도 설치되어 있지만, 창틀만 남길 뿐으로 창을 끼울 수 있지 않은 노출인 채이다. 역장실이나 개찰구는 정비되고 있지만, 현재는 역무원을 상주하고 있지 않고, 무인역이 되고 있다. 그 때문에, 표는 자동 매표기로 구입한다.
역 앞 광장도 큰에 만들어져 있어, 역사 옆에는 목제의 테이블과 의자를 설치한 휴식 공간이 설치되고 있는 것 외에 승무원 숙소 자취가 남아 있다. 현재는 역무원에 대신해, 현지의 유시에 의해서 역을 청소하는 활동도 행해지고 있는 것 외에 역 노트가 설치되어 있다.

## 역 주변
- 기쓰키 시청 다테이시 출장소

## 인접 역
| 닛포 본선              | 닛포 본선   | 닛포 본선                     |
| ---------------------- | ----------- | ----------------------------- |
| 니시야시키 고쿠라 방면 | ■ 닛포 본선 | 나카야마가 가고시마 중앙 방면 |